# وزارة التربية الوطنية والتعليم الأولي والرياضة (المغرب)
وزارة التربية الوطنية والتعليم الأولي والرياضة هي الوزارة المخولة بتنظيم التعليم الأساسي في المملكة المغربية.

## الاختصاصات
- إعداد وتنفيذ سياسة الحكومة في مجال التعليم الأولي والابتدائي والثانوي وتكوين الأطر التعليمية والأقسام التحضيرية لولوج المدارس العليا وأقسام تحضير شهادة التقني العالي وكما تسهر على الارتقاء بالتعليم المدرسي الخصوصي في هذه المجالات.
- إعداد سياسة الحكومة في مجال التربية للجميع لفائدة الأطفال غير الممدرسين أو المنقطعين عن الدراسة.
- السهر على تنظيم بنياتها الإدارية وعلى توزيع الموارد الموضوعة رهن إشارتها مع مراعاة الأولويات والأهداف الوطنية.

## هيكلة الوزارة
تشتمل وزارة التربية الوطنية، بالإضافة إلى ديوان الوزير، على إدارة مركزية، وتمارس وصايتها على الأكاديميات الجهوية للتربية والتكوين، تشتمل الإدارة المركزية على:
- المفتشية العامة للتربية و التكوين[4]
- الكتابة العامة[5]
- مديرية التقويم و تنظيم الحياة المدرسية و التكوينات المشتركة بين الأكاديميات:[6]
  - قسم التقويم:
    - مصلحة إعداد وتنظيم تقويم المتعلمين في التعليم الابتدائي
    - مصلحة إعداد وتنظيم تقويم المتعلمين في التعليم الثانوي
    - مصلحة تقويم وحدات التعليم والتكوين

  - قسم الامتحانات والمباريات:
    - مصلحة امتحانات الباكالوريا
    - مصلحة تتبع الامتحانات الجهوية
    - مصلحة المباريات والامتحانات المهنية

  - قسم تنظيم الحياة المدرسية:
    - مصلحة تنظيم الفضاءات المكانية والزمانية للمؤسسات
    - مصلحة تنمية الأنشطة الاجتماعية والثقافية
    - مصلحة تتبع العمل الصحي والبرامج الوطنية للوقاية
    - مصلحة الإعلام والتوجيه المدرسي والمهني

  - قسم الإشراف على التعليم التقني وتنظيم التعليم بالأقسام التحضيرية للمدارس العليا وأقسام تحضير شهادة التقني العالي:
    - مصلحة تنظيم التعليم بالأقسام التحضيرية للمدارس العليا
    - مصلحة تنظيم التعليم و تتبع إدماج الحاصلين على شهادة التقني العالي
    - مصلحة الإشراف على شبكات مؤسسات التعليم الثانوي التقني
- مديرية المناهج:[7]
  - قسم تعليم المواد الأدبية واللغات
  - قسم تعليم المواد العلمية والتربية البدنية
  - قسم تعليم المواد التقنية والفنية
  - قسم التعليم الأصيل
- المركز الوطني للتجديد التربوي و التجريب:[8]
  - قسم الارتقاء بالتكنولوجيات التربوية والموارد المتعددة الوسائط وتقنيات التواصل
  - قسم البحث والأرشيف ونشر الوثائق التربوية
  - قسم التعليم عن بعد
  - قسم الوسائل السمعية- البصرية
- مديرية الارتقاء بالرياضة المدرسية:[9]
  - قسم الارتقاء بالرياضة المدرسية:
    - مصلحة تتبع النخبة الرياضية المدرسية
    - مصلحة التوثيق الرياضي

  - قسم تنظيم المنافسات الرياضية المدرسية:
    - مصلحة العلاقات مع التنظيمات الرياضية الوطنية و الدولية
    - مصلحة تتبع الأنشطة الرياضية المدرسية
- مديرية الاستراتيجية و الإحصاء و التخطيط[10]
  - قسم الدراسات و الإحصاء:
    - مصلحة التحقيقات و التحليلات الإحصائية
    - مصلحة المصنفات و تتبع قاعدة المعطيات
    - مصلحة الدراسات الاقتصادية و الاجتماعية

  - قسم التخطيط
    - مصلحة السياسات التربوية
    - مصلحة المخططات وتنمية التربية

  - قسم تتبع مخططات التمدرس
    - مصلحة الخريطة التربوية الاستشرافية
    - مصلحة تتبع مؤشرات تعميم التمدرس
- مديرية إدارة منظومة الإعلام
- مديرية الشؤون القانونية و المنازعات
- مديرية الشؤون العامة و الميزانية و الممتلكات
- مديرية الموارد البشرية و تكوين الأطر
- مديرية التعاون و الارتقاء بالتعليم المدرسي الخصوصي
- قسم الاتصال

## المبادئ
1. يهتدي نظام التربية والتكوين للمملكة المغربية بمبادئ العقيدة الإسلامية وقيمها الرامية لتكون المواطن المتصف بالاستقامة والصلاح، المتسم بالاعتدال والتسامح، الشغوف بطلب العلم والمعرفة، في أرحب آفاقهما، والمتوقد للاطلاع والإبداع، والمطبوع بروح المبادرة الإيجابية والإنتاج النافع.
2. يلتحم النظام التربوي للمملكة المغربية بكيانها العريق القائم على ثوابت ومقدسات يجليها الإيمان بالله وحب الوطن والتمسك بالملكية الدستورية؛ عليها يربى المواطنون مشبعين بالرغبة في المشاركة الإيجابية في الشأن العام والخاص وهم واعون أتم الوعي بواجباتهم وحقوقهم، متمكنون من التواصل باللغة العربية، لغة البلاد الرسمية، تعبيرا وكتابة، متفتحون على اللغات الأكثر انتشارا في العالم، متشبعون بروح الحوار، وقبول الاختلاف، وتبني الممارسة الديمقراطية، في ظل دولة الحق والقانون.
3. يتأصل النظام التربوي في التراث الحضاري والثقافي للبلاد، بتنوع روافده الجهوية المتفاعلة والمتكاملة؛ ويستهدف حفظ هذا التراث وتجديده، وضمان الإشعاع المتواصل به لما يحمله من قيم خلقية وثقافية.
4. يندرج النظام التربوي في حيوية نهضة البلاد الشاملة، القائمة على التوفيق الإيجابي بين الوفاء للأصالة والتطلع الدائم للمعاصرة، وجعل المجتمع المغربي يتفاعل مع مقومات هويته في انسجام وتكامل، وفي تفتح على معطيات الحضارة الإنسانية العصرية وما فيها من آليات وأنظمة تكرس حقوق الإنسان وتدعم كرامته.
5. يروم نظام التربية والتكوين الرقي بالبلاد إلى مستوى امتلاك ناصية العلوم والتكنولوجيا المتقدمة، والإسهام في تطويرها، بما يعزز قدرة المغرب التنافسية، ونموه الاقتصادي والاجتماعي والإنساني في عهد يطبعه الانفتاح على العالم.

ينطلق إصلاح نظام التربية والتكوين من جعل المتعلم بوجه عام، والطفل على الأخص، في قلب الاهتمام والتفكير والفعل خلال العملية التربوية التكوينية. وذلك بتوفير الشروط وفتح السبل أمام أطفال المغرب ليصقلوا ملكاتهم، ويكونون متفتحين مؤهلين وقادرين على التعلم مدى الحياة.
وإن بلوغ هذه الغايات ليقتضي الوعي بتطلعات الأطفال وحاجاتهم البدنية والوجدانية والنفسية والمعرفية والاجتماعية، كما يقتضي في الوقت نفسه نهج السلوك التربوي المنسجم مع هذا الوعي، من الوسط العائلي إلى الحياة العملية مرورا بالمدرسة.
ومن ثم، يقف المربون والمجتمع برمته تجاه المتعلمين عامة، والأطفال خاصة، موقفا قوامه التفهم والإرشاد والمساعدة على التقوية التدريجية لسيرورتهم الفكرية والعملية، وتنشئتهم على الاندماج الاجتماعي، واستيعاب القيم الدينية والوطنية والمجتمعية.
1. وتأسيسا على الغاية السابقة ينبغي لنظام التربية والتكوين أن ينهض بوظائفه كاملة تجاه الأفراد والمجتمع وذلك :
  1. بمنح الأفراد فرصة اكتساب القيم والمعارف والمهارات التي تؤهلهم للاندماج في الحياة العملية، وفرصة مواصلة التعلم، كلما استوفوا الشروط والكفايات المطلوبة، وفرصة إظهار النبوغ كلما أهلتهم قدراتهم واجتهاداتهم؛
  2. بتزويد المجتمع بالكفاءات من المؤهلين والعاملين الصالحين للإسهام في البناء المتواصل لوطنهم على جميع المستويات. كما ينتظر المجتمع من النظام التربوي أن يزوده بصفوة من العلماء وأطر التدبير، ذات المقدرة على ريادة نهضة البلاد عبر مدارج التقدم العلمي والتقني والاقتصادي والثقافي.
2. وحتى يتسنى لنظام التربية والتكوين إنجاز هذه الوظائف على الوجه الأكمل، ينبغي أن تتوخى كل فعالياته وأطرافه تكوين المواطن بالمواصفات المذكورة في المواد أعلاه.
3. تسعى المدرسة المغربية الوطنية الجديدة إلى أن تكون :
  1. مفعمة بالحياة، بفضل نهج تربوي نشيط، يجاوز التلقي السلبي والعمل الفردي إلى اعتماد التعلم الذاتي، والقدرة على الحوار والمشاركة في الاجتهاد الجماعي.
  2. مفتوحة على محيطها بفضل نهج تربوي قوامه استحضار المجتمع في قلب المدرسة، والخروج إليه منها بكل ما يعود بالنفع على الوطن، مما يتطلب نسج علاقات جديدة بين المدرسة وفضائها البيئي والمجتمعي والثقافي والاقتصادي.
4. على نفس النهج ينبغي أن تسير الجامعة؛ وحري بها أن تكون مؤسسة منفتحة وقاطرة للتنمية على مستوى كل جهة من جهات البلاد وعلى مستوى الوطن ككل :
  1. جامعة منفتحة ومرصدا للتقدم الكوني العلمي والتقني، وقبلة للباحثين الجادين من كل مكان، ومختبرا للاكتشاف والإبداع، وورشة لتعلم المهن، يمكن كل مواطن من ولوجها أو العودة إليها، كلما حاز الشروط المطلوبة والكفاية اللازمة.
  2. قاطرة للتنمية، تسهم بالبحوث الأساسية والتطبيقية في جميع المجالات، وتزود كل القطاعات بالأطر المؤهلة والقادرة ليس فقط على الاندماج المهني فيها، ولكن أيضا على الرقي بمستويات إنتاجيتها وجودتها بوتيرة تساير إيقاع التباري مع الأمم المتقدمة.

## نصوص قانونية
- مرسوم رقم 382-02-2 صادر في 6 جمادى الأولى 1423 (17 يوليو 2002) بشأن اختصاصات وتنظيم وزارة التربية الوطنية[11]

## إحصائيات 2022/2023

### أعداد التلاميذ
بلغ العدد الإجمالي للمتمدرسين بالمنظومة التربوية لقطاع التعليم المدرسي (عمومي وخصوصي) وعلى مستوى كافة الأسالك التعليمية بما في ذلك المتمدرسين بالسلك الأولي برسم الموسم الدراسي 2022/2023 ما مجموعه 8.863.234 تلميذة وتلميذا أي بزيادة قدرها 1,5% مقارنة مع الموسم الدراسي 2021/2022 تمثل الإناث نسبة 48,7% من مجموع التلاميذ.
ففي الوسط القروي فقد تم برسم الموسم الدراسي 2022/2023 تسجيل ما مجموعه 3.527.462 تلميذة وتلميذا أي بزيادة قدرها 2,1% مقارنة مع الموسم الذي قبله، تمثل الإناث نسبة 48% من مجموع تلاميذ هذا الوسط.

### أعداد المدرسين
عرف العدد الإجمالي لهيئة التدريس بمجموع جهات المملكة ارتفاعا ملحوظا برسم الموسم الدراسي،2022/2023 حيث بلغ 269.015 أستاذة وأستاذا ممارسا مقارنة مع الموسم الماضي 2021/2022 أي بزيادة قدرها ،2,7% علما أنه تم تسجيل عدد مهم من المدرسين المحالين على التقاعد.
هذا، ويتوزع هذا العدد حسب الأسالك التعليمية على الشكل التالي:
- 144.088 أستاذة وأستاذ بالسلك الابتدائي؛
- 65.198 أستاذة وأستاذ بالسلك الثانوي الإعدادي؛
- 59.728 أستاذة وأستاذ بالسلك الثانوي التأهيلي.

مع الإشارة إلى أن ما يقارب 48,3% من هيئة التدريس تشتغل بالعالم القروي.

## وصلات خارجية
- موقع وزارة التربية الوطنية